# Man Overboard (gruppo musicale)
I Man Overboard sono una band pop punk nata nel 2008 nel New Jersey.
La band ha pubblicato due EP, un EP acustico, un album split, una raccolta di vecchie canzoni, tre album e un album live. La band è sotto contratto con la Rise Records.

## Storia del gruppo

### Formazione e il primo album
La band, era formata dagli amici d'infanzia Nik Bruzzese e Wayne Wildrik, quando cominciarono a scrivere canzoni insieme al Small Hill Studio di Nik.
Il nome della band è ispirato alla canzone dei blink-182 Man Overboard.
Wildrick invitò nella band Zac Eisenstein, che all'epoca era vocalist di un'altra band; i The Front Page di cui anche lui faceva parte.
Alla band si aggiunse il batterista  Justin Mondschein, che fu poi sostituito da Justin Collier (un altro membro deiThe Front Page).
Nel 2008 sono entrati in studio per registrare il loro album di debutto Hung Up on Nothing. Nel 2009 hanno firmato un contratto con la Run for Cover Records, per la quale pubblicano l'EP Dahlia.

### La firma con la Rise Records
Nel febbraio 2010, fu pubblicato con la Panic Records Before We Met: A Collection of Old Songs che contiene canzoni di dell'EP Hung Up on Nothing e a marzo pubblicò l'Ep acustico Noise from Upstairs.
Il 20 luglio del 2010 uscì il loro primo album Real Talk che uscì in formato CD e vinile.
Nell'agosto del 2010 il chitarrista Wayne Wildrick lasciò la band per motivi personali, il batterista Justin Collier passò alla chitarra e Mike Hrycenko si unì alla batteria.
Nel dicembre 2010 la band firmò con la Rise Records e annunciò la pubblicazione del loro secondo Full-length The Human Highlight Reel.
Nel mese di aprile 2011, Wayne Wildrick riunì la band. 
Nell'agosto 2011, la band annunciò la pubblicazione del secondo album che si sarebbe chiamato Man Overboard e che sarebbe uscito il 27 settembre dello stesso anno.
Nel 2012, Mike Hrycenko lasciò la band per proseguire gli studi.
Fu annunciato che durante l'inverno la band aveva registrato il suo nuovo album. Successivamente annunciò che l'album si sarebbe chiamato Heart Attack e che sarebbe uscito il 28 maggio 2013. Nel 2014 è stata la band di supporto degli All Time Low per il tour negli Stati Uniti.
Il 16 settembre 2014 hanno pubblicato un nuovo singolo chiamato For Vince. Il 28 ottobre 2014 la band pubblica l'EP Passing Ends, mentre il 6 febbraio 2015 la band ha pubblicato sul suo account YouTube una nuova canzone chiamata One Fixed Point realizzata insieme agli Senses Fail. Il 30 giugno 2015 viene pubblicato Heavy Love, quarto album della band.

## Formazione

### Formazione attuale
- Zac Eisenstein – voce, chitarra ritmica, pianoforte (2008-presente)
- Nik Bruzzese – voce, basso (2008-presente)
- Wayne Wildrick – chitarra solista (2008-2010, 2011-presente)
- Justin Collier – chitarra ritmica (2010-presente), batteria (2009-2010)
- Joe Talarico – batteria (2012-presente)

### Ex componenti
- Dan Fithian – batteria (2008)
- Justin Mondschein – batteria (2008)
- Mike Hrycenko – batteria (2010-2012)

## Discografia

### Album in studio
- 2010 – Real Talk
- 2011 – Man Overboard
- 2013 – Heart Attack
- 2015 – Heavy Love

### Album dal vivo
- 2010 – Live at Leeds 12/10

### Raccolte
- 2010 – Before We Met: A Collection of Old Songs
- 2011 – Il Highlight Reel Umana

### EP
- 2008 – Hung Up on Nothing
- 2009 – Dahlia
- 2010 – Noise from Upstairs
- 2011 – The Absolute Worst
- 2014 – Passing Ends

### Split
- 2009 – Split 7" (con i Transit)

### Apparizioni in compilation
- 2019 – Keep Shining On – A Tribute to the Music of Tim Landers, con For the World